# Clamato
Clamato (en castellano, /kla'mato/; en inglés, /kləˈmætoʊ/) es una bebida comercial estadounidense hecha de concentrado de jugo de tomate reconstituido, azúcar, especias, caldo seco de almejas y glutamato monosódico. Registrado y fabricado por Mott's, su nombre resulta de abreviar «almeja» (clam) y «tomate» (tomato). Se consume en México, Estados Unidos y Canadá.
En 1935, la Corporación Clamato de Nueva York produjo «una combinación de jugo de tomate y almejas».
En 1940, el Lobster King Harry Hackney recibió la marca Clamato. Su restaurante de Atlantic City, Hackney's, vendía jugo de Clamato enlatado.
En 1957, McCormick & Company, Inc. solicitó, y más tarde adquirió, la marca Clamato para la mezcla sazonada de jugo de tomate y jugo de almeja.
El Clamato fue producido en su forma actual a partir de 1966 por la compañía Duffy-Mott en Hamlin, Nueva York, por Francis Luskey, un químico y otro empleado que quería crear un cóctel estilo el Manhattan clam chowder combinando jugo de tomate y caldo de almejas con especias. Sin embargo, su historia se extiende más atrás, ya que una bebida casi idéntica ya estaba presente en un libro de cocina publicado una década antes. Los empleados nombraron el nuevo cóctel Mott's Clamato y aseguraron la marca registrada de la nueva marca. La marca era propiedad de Cadbury-Schweppes después de que la compañía comprara Mott's en 1982. A partir de 2008, es propiedad de Keurig Dr Pepper después de que el negocio se separó de Cadbury-Schweppes.

## Bebidas mixtas
Clamato se usa principalmente como mezcla para cócteles y combinados (se estima que el 60% de las ventas en los EE. UU. en 2008), y es popular para esto tanto en Canadá como en México, pero menos en los Estados Unidos (fuera de las comunidades canadienses estadounidenses y mexicoestadounidenses. En Canadá se usa principalmente para hacer un cóctel llamado César.

### Cerveza
El clamato también se agrega a la cerveza en varios cócteles de cerveza, como la michelada; el más básico se conoce como Beer 'n' Clam o Red Eye en el oeste de Canadá, lo que agrega Clamato a las cervezas pale lager. En 2001, Anheuser-Busch y Cadbury-Schweppes introdujeron una versión premezclada llamada Budweiser y Clamato Chelada en los Estados Unidos, que fue criticada por los amantes de la cerveza estadounidenses.
Agregar más especias (similares a las de un César) da como resultado lo que se llama Sangre de Cristo en México.

## Beefamato
Beefamato es una bebida similar, pero hecha de caldo de res y jugo de tomate, con un toque de salsa Worcestershire. Beefamato es un ingrediente popular en algunos cócteles, como en el Gramma's Bloody Mary.